# アーリング・カッゲ
アーリング・カッゲ (Erling Kagge、1963年1月15日-) はノルウェーの探検家・冒険家、弁護士、芸術品コレクターかつ出版業者である。カッゲは、徒歩のみによる三極点（南極点、北極点、エベレスト山頂）への到達（スリー・ポール・チャレンジ）を世界で初めて到達した。

## 略歴
カッゲはノルウェーで最も評価されている極地探検家であり、当代で最も偉大な冒険家の一人である。
1989年までに、カッゲは二度のヨットによる大西洋横断航海を行った。ホーン岬を周りヨーロッパに戻ると、1989年にオスロ大学で法学の学位を受け取った。
1990年、カッゲとBørge Ouslandは、世界で初めて動物や動力のサポートなしで北極点に到達した。この探検は、1990年3月8日にエルズミア島を出発し、北極点へ58日後の1990年5月4日に到達した。彼らは、約800kmの道程をスキーで荷ゾリを曳いて旅した。出発地点での荷物とソリの重さは125kgだった。
それから三年と経たず、1992-93年にかけて、カッゲは世界で初めて単独かつ動物や動力のサポートなし（この時は歩行）での南極点探検を達成した。このときは、1992年11月18日にBerkner島を出発し1340 kmの道のりを51日で踏破した。南極点には1993年1月8日に到達した。カッゲはラジオも持たず、探検中一度も外部と連絡を取らなかった。彼は、詩を吟唱し、ヘッドフォンで音楽（主にジミ・ヘンドリックス）を聴きながら着実に歩を進めた。この達成はタイムマガジンの表紙に取り上げられた。[1993年3月1日の国際版] 
1994年3月9日、カッゲはエベレスト山頂の登頂に成功した。これによって、地球上の三大極限地点に世界で初めて徒歩のみで到達した人物となった。
“三極点到達”という偉業達成の後、カッゲはケンブリッジ大学で哲学の講義を３学期間受講した。1996年、彼はオスロを拠点とする出版社Kagge Forlag A.Sを設立する。この会社はすぐにノルウェーで最も収益性の高い出版社となり、ナラティブ・ノンフィクション（事実を物語風に伝える）というジャンルで革新的な出版物を刊行した。
2000年、Kagge Forlagは ノルウェーで最も古い出版社の一つである J.M. Stenersens Forlag (1892) によって買収された。現在、これらの2つの会社は一年に約70冊の新刊を出している。 
カッゲは4冊の本を執筆しており、合わせて10万部以上売れている。 最新刊は『Philosophy for Polar Explorers』という探検家の哲学に関する本である。
出版ビジネス立ち上げの他に、カッゲは現代アートやロシアのイコンの収集も行っている。また、彼はAstrup Fearnley Museum for Modern Artの理事長も務めている。冒険と探検に対する情熱は健在で、2000年代は探検数は減っているものの、カッゲは現在も主要な探検家の一人である。